# Giacomo Jaquerio
Giacomo Jaquerio également Jacques ou Jacquet (Turin vers 1375–1453) est un peintre italien et enlumineur, représentant du gothique international actif au Piémont, à Genève et en Savoie.

## Biographie
Il est assez facile de reconstituer la vie de ce peintre, même si le catalogue de ses œuvres est plus difficile à établir.
Né à Turin dans une famille de peintres, sa jeunesse est faite de fréquents déplacements entre Turin, Genève ou Thonon-les-Bains, travaillant le plus souvent pour Amédée VIII de Savoie ou des commandes d'institutions religieuses ou de familles nobles. À partir de 1429, il se fixe définitivement à Turin.
Il réalise une fresque, aujourd'hui disparue, dans le Palais Madame de Turin, d'une des branches de la famille de Savoie. Toujours au service d'Amédée VIII de Savoie, Giacomo a affaire avec de nombreux peintres du gothique français : le peintre Jean Bapteur de Fribourg, le sculpteur Jean Prindale. Il travaille également avec le Vénitien Gregorio Bono, une figure de premier plan du gothique international.
De sa production documentée restent seulement quelques fragments décollés de fresques :  Anges musiciens (datés 1410 - 1415 environ), de la chapelle des macchabées de la cathédrale de Genève, aujourd'hui au Musée d'art et d'histoire (Genève).
Un autographe en caractères gothiques a été trouvé en 1914 pendant une restauration de Jaquerio sur une fresque de Madone assise de l'abbaye de Sant'Antonio in Ranverso.
Cette église décorée par Jacquerio à partir d'environ 1410, constitue une des principales œuvres de ce peintre. Dans le presbytère de l'église, abimés sur la paroi de gauche, en plus la Madone assise, on trouve Six Prophètes et divers Saints et Saintes ; à droite, on peut voir le cycle de la Vie de saint Antoine Abbé et un Christ avec les instruments de la passion et des échantillons de vie paysanne, notables par leur réalisme.
Mieux conservés, dans la sacristie une Annonciation et Les Saints Pierre et Paul, Le Jardin de Gethsémani, la Montée au calvaire et sur la voûte les Quatre Évangélistes
La Montée au calvaire est le chef-d'œuvre de Jaquerio.
Outre ces fresques, sont aussi attribués à Jaquerio deux tableaux : Vie de saint Pierre conservées au musée civique d'art ancien de Turin, de 1410 qui faisaient partie d'un polyptyque vraisemblablement réalisé pour l'abbaye de Novalesa.
À noter également plusieurs miniatures, comme c'était souvent le cas à l'époque. De sa main lui est attribuée une Crucifixion (1420 environ)  en pleine page dans le missel de l'évêque Oger Moriset conservé du Musée du trésor de la cathédrale d'Aoste.
D'autres œuvres lui ont été autrefois attribuées comme les fresques de la sale baronale de Castello della Manta (it) (Saluzzo) – attribuées au Maestro del Castello della Manta.
Jaquerio a influencé la peinture gothique tardive dans le Piémont : Guglielmetto Fantini de Chieri ou les auteurs des fresques de l'église Saint-Pierre de Pianezza ou ceux de  l'Histoire de la Vierge à Roletto.

## Œuvres
Œuvres certifiées
- La Montée au calvaire (1430), fresque de l'Abbaye de Sant'Antonio di Ranverso, Buttigliera Alta, Rivoli.
- La Vocation de saint Pierre, La Libération de saint Pierre martyr (1405-1410), panneaux d'un retable de l'abbaye de Novalesa en tempera sur bois, musée civique d'art ancien, Turin.
- Angeli Musicanti (1410-1415), provenant de la chapelle des Macchabées de la cathédrale, Musée d'art et d'histoire (Genève)
- Crucifixion (1420), miniature pleine page du missel de l'évêque Oger Moriset, Musée du trésor de la cathédrale d'Aoste
- Fresque de Saint Pierre à Pianezza

Œuvres influencées
- Fragments de fresques de la chapelle Tabussi de la cathédrale de Chieri
- Fresque du cloître de l'abbaye d'Abondance (Haute-Savoie)[6]
- Fresques de la cour et la chapelle du château de Fénis, en Vallée d'Aoste